# Karuvanthuruthy
Karuvanthuruthy es una ciudad censal situada en el distrito de Kozhikode en el estado de Kerala (India). Su población es de 21952 habitantes (2011). Se encuentra a orillas del río Chaliyar, a 11 km de Kozhikode.

## Demografía
Según el censo de 2011 la población de Karuvanthuruthy era de 21952 habitantes, de los cuales 10505 eran hombres y 11447 eran mujeres. Karuvanthuruthy tiene una tasa media de alfabetización del 95,06%, superior a la media estatal del 94%: la alfabetización masculina es del 97,52%, y la alfabetización femenina del 92,74%.